# Savage River nationalpark
Savage River nationalpark är en 179,8 km² stor nationalpark i nordvästra Tasmanien, Australien, som inrättades den 30 april 1999. Parken är det enskilt största området med obränd och ofragmenterad regnskog i Tasmanien.

## Flora
Vegetationen domineras av tempererad regnskog med bland annat tasmansk sydbok, svart sassafras, Eucryphia lucida och Phyllocladus aspleniifolius.

### Däggdjur
Man känner till 22 olika däggdjursarter i nationalparken, några av dessa, bland annat tasmansk djävul, Antechinus swainsonii swainsonii och Mastacomys fuscus är endemiska i Tasmanien.

### Fåglar
Hittills av 62 fågelarter observerats i parken, två av särskilt intresse är den hotade Aquila audax fleayi och den vita arten av den ovanliga australisk gråhöken.

### Reptiler och amfibier
Förekomsten av reptiler i parken har inte undersökts och endast fem arter har noterats. Tre av Tasmaniens elva amfibiearter har noterats i parken, två av dessa, Litoria burrowsi och Crinia tasmaniensis är endemiska på Tasmanien.

### Fisk
13 arter färskvattenfisk har hittats i området, bland dessa finns Galaxias maculatus, Neochanna cleaveri och Gadopsis marmoratus.

### Kräftdjur
Minst åtta arter kräftdjur finns i parken, av dessa är Astacopsis gouldi endemisk i floderna i norra Tasmanien.